# Grand Lake Stream
Grand Lake Stream est une municipalité américaine située dans le comté de Washington dans l'État du Maine. La municipalité, qui compte 125 habitants en 2020, a le statut de plantation.

## Géographie
Grand Lake Stream est située dans le nord-est du Maine, entre le West Grand Lake et le Big Lake dans le bassin du fleuve Sainte-Croix. Le village est notamment réputé pour la pêche.
| Talmadge                 | Talmadge                 | Waite                          |
| Territoire non incorporé | Grand Lake Stream        | Réserve indienne Passamaquoddy |
| Territoire non incorporé | Territoire non incorporé | Territoire non incorporé       |

## Histoire
En 1811, le township est acquis par le juge Samuel Hinckley et prend son nom. Dans les années 1870, le village au sein de Hinckley Township est nommé « Grand Lake Stream ». En 1897, Hinckley Township devient la plantation de Grand Lake Stream.
Une importante tannerie s'implante à Grand Lake Stream en 1883. Elle ferme cependant ses portes en 1898, conduisant à une chute de la population. L'économie locale s'oriente principalement vers le tourisme et les activités sportives de plein air. Le village est en effet relié au chemin de fer par ferry, avec l'ouverture du Washington County Railroad à Princeton en 1898.